# أبو حفص الشهري
 أسامة حمود الشهري المعروف باسم أبو حفص الشهري (17 سبتمبر 1981 - 11 سبتمبر 2011) زعيم عمليات تنظيم القاعدة في باكستان. كان اسمه ضمن قائمة «أكثر 85 إرهابيًا مطلوبًا في الرياض» نشرت في عام 2009.

## حياته
ولد الشهري في 17 سبتمبر 1981 في العاصمة الرياض.
وفقًا لمصادر أمريكية، كان الشهري قد انضم إلى تنظيم القاعدة قبل هجمات 11 سبتمبر 2001. كما كان مُكلّفا بأمن زعيم التنظيم أسامة بن لادن، وكان مسؤولاً أيضا عن تدريب الجهاديين.
تحت قيادة أيمن الظواهري، أدار أبو حفص الشهري عمليات التعاون بين القاعدة وحركة طالبان الباكستانية، بقيادة حكيم الله محسود.

## وفاته
توفي أبو حفص الشهري في 11 سبتمبر 2011 في غارة شنتها طائرة أمريكية بدون طيار بمنطقة القبائل الباكستانية (شمال وزيرستان)، وقد تم تأكيد وفاته بعد بضعة أيام. 